# 1031 Arctica

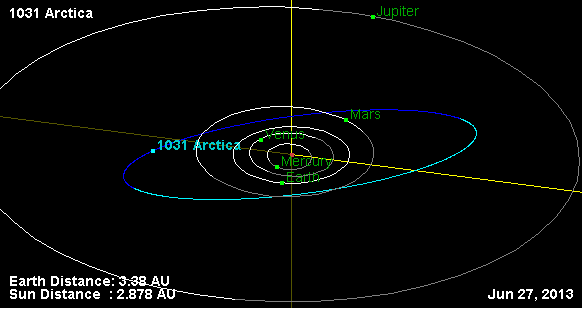
Orbita di 1031 Arctica (in blu-azzurro)

1031 Arctica è un asteroide della fascia principale del diametro medio di circa 75,47 km. Scoperto nel 1924, presenta un'orbita caratterizzata da un semiasse maggiore pari a 3,0479390 UA e da un'eccentricità di 0,0614693, inclinata di 17,59306° rispetto all'eclittica.
Il suo nome fa riferimento al Mar Glaciale Artico.